# Greg Hawgood
Gregory William "Greg" Hawgood, född 10 augusti 1968, är en kanadensisk före detta ishockeytränare och professionell ishockeyspelare som tillbringade tolv säsonger i den nordamerikanska ishockeyligan National Hockey League (NHL), där han spelade för ishockeyorganisationerna Boston Bruins, Edmonton Oilers, Philadelphia Flyers, Florida Panthers, Pittsburgh Penguins, San Jose Sharks, Vancouver Canucks och Dallas Stars. Han producerade 224 poäng (60 mål och 164 assists) samt drog på sig 426 utvisningsminuter på 474 grundspelsmatcher. Han spelade också på lägre nivåer för Maine Mariners, Cape Breton Oilers, Utah Grizzlies och Chicago Wolves i American Hockey League (AHL), Tappara och HC TPS i Liiga, Kölner Haie i Deutsche Eishockey Liga (DEL), Cleveland Lumberjacks, Las Vegas Thunder, Houston Aeros och Kansas City Blades i International Hockey League (IHL), Asiago Hockey i Serie A och Kamloops Junior Oilers och Kamloops Blazers i Western Hockey League (WHL).
Hawgood draftades i tionde rundan i 1986 års draft av Boston Bruins som 202:a spelare totalt.
Den 8 november 2007 blev han anställd som temporär tränare till sitt gamla ishockeylag Kamloops Blazers i WHL, när de sparkade sin ordinarie tränare Dean Clark. Den 4 juli 2008 meddelade Blazers att man hade utsett Barry Smith som permanent tränare för laget.

## Statistik
| 1983–1984    | St. Albert Saints      | AJHL         | 19  | 4   | 14  | 18  | 33  | —  | —  | —  | —   | —  |
|              | Kamloops Junior Oilers | WHL          | 49  | 10  | 23  | 33  | 39  | 6  | 0  | 2  | 2   | 2  |
| 1984–1985    | Kamloops Blazers       | WHL          | 66  | 25  | 40  | 65  | 72  | 15 | 3  | 15 | 18  | 15 |
| 1985–1986    | Kamloops Blazers       | WHL          | 71  | 34  | 85  | 119 | 86  | 16 | 9  | 22 | 31  | 16 |
| 1986–1987    | Kamloops Blazers       | WHL          | 61  | 30  | 93  | 123 | 139 | 13 | 7  | 16 | 23  | 18 |
| 1987–1988    | Boston Bruins          | NHL          | 1   | 0   | 0   | 0   | 0   | 3  | 1  | 0  | 1   | 0  |
|              | Kamloops Blazers       | WHL          | 63  | 48  | 85  | 133 | 142 | 16 | 10 | 16 | 26  | 33 |
| 1988–1989    | Boston Bruins          | NHL          | 56  | 16  | 24  | 40  | 84  | 10 | 0  | 2  | 2   | 2  |
|              | Maine Mariners         | AHL          | 21  | 2   | 9   | 11  | 41  | —  | —  | —  | —   | —  |
| 1989–1990    | Boston Bruins          | NHL          | 77  | 11  | 27  | 38  | 76  | 15 | 1  | 3  | 4   | 12 |
| 1990–1991    | Edmonton Oilers        | NHL          | 6   | 0   | 1   | 1   | 6   | 13 | 0  | 3  | 3   | 23 |
|              | Asiago Hockey          | Serie A      | 2   | 0   | 3   | 3   | 9   | —  | —  | —  | —   | —  |
|              | Maine Mariners         | AHL          | 5   | 0   | 1   | 1   | 13  | —  | —  | —  | —   | —  |
|              | Cape Breton Oilers     | AHL          | 55  | 10  | 32  | 42  | 73  | 4  | 0  | 3  | 3   | 23 |
| 1991–1992    | Edmonton Oilers        | NHL          | 20  | 2   | 11  | 13  | 22  | 13 | 0  | 3  | 3   | 23 |
|              | Cape Breton Oilers     | AHL          | 56  | 20  | 55  | 75  | 26  | 3  | 2  | 2  | 4   | 0  |
| 1992–1993    | Edmonton Oilers        | NHL          | 29  | 5   | 13  | 18  | 35  | —  | —  | —  | —   | —  |
|              | Philadelphia Flyers    | NHL          | 40  | 6   | 22  | 28  | 39  | —  | —  | —  | —   | —  |
| 1993–1994    | Philadelphia Flyers    | NHL          | 19  | 3   | 12  | 15  | 19  | —  | —  | —  | —   | —  |
|              | Florida Panthers       | NHL          | 33  | 2   | 14  | 16  | 9   | —  | —  | —  | —   | —  |
|              | Pittsburgh Penguins    | NHL          | 12  | 1   | 2   | 3   | 8   | 1  | 0  | 0  | 0   | 0  |
| 1994–1995    | Pittsburgh Penguins    | NHL          | 21  | 1   | 4   | 5   | 25  | —  | —  | —  | —   | —  |
|              | Cleveland Lumberjacks  | IHL          | —   | —   | —   | —   | —   | 3  | 1  | 0  | 1   | 4  |
| 1995–1996    | Las Vegas Thunder      | IHL          | 78  | 20  | 65  | 85  | 101 | 15 | 5  | 11 | 16  | 24 |
| 1996–1997    | San Jose Sharks        | NHL          | 63  | 6   | 12  | 18  | 69  | —  | —  | —  | —   | —  |
| 1997–1998    | Kölner Haie            | DEL          | 4   | 0   | 1   | 1   | 16  | —  | —  | —  | —   | —  |
|              | Houston Aeros          | IHL          | 81  | 19  | 52  | 71  | 75  | 4  | 0  | 4  | 4   | 0  |
| 1998–1999    | Houston Aeros          | IHL          | 76  | 17  | 57  | 74  | 90  | 19 | 4  | 8  | 12  | 24 |
| 1999–2000    | Vancouver Canucks      | NHL          | 79  | 5   | 17  | 22  | 26  | —  | —  | —  | —   | —  |
| 2000–2001    | Vancouver Canucks      | NHL          | 16  | 2   | 5   | 7   | 6   | —  | —  | —  | —   | —  |
|              | Kansas City Blades     | IHL          | 46  | 6   | 16  | 22  | 21  | —  | —  | —  | —   | —  |
| 2001–2002    | Dallas Stars           | NHL          | 2   | 0   | 0   | 0   | 2   | —  | —  | —  | —   | —  |
|              | Utah Grizzlies         | AHL          | 67  | 18  | 43  | 61  | 83  | 5  | 0  | 2  | 2   | 2  |
| 2002–2003    | Utah Grizzlies         | AHL          | 70  | 15  | 42  | 57  | 76  | 2  | 1  | 0  | 1   | 14 |
| 2003–2004    | Chicago Wolves         | AHL          | 78  | 6   | 35  | 41  | 62  | 10 | 1  | 2  | 3   | 29 |
| 2004–2005    | Chicago Wolves         | AHL          | 72  | 8   | 39  | 47  | 50  | —  | —  | —  | —   | —  |
| 2005–2006    | Tappara                | Liiga        | 18  | 1   | 3   | 4   | 36  | —  | —  | —  | —   | —  |
|              | HC TPS                 | Liiga        | 21  | 0   | 2   | 2   | 70  | 2  | 0  | 1  | 1   | 2  |
| NHL totalt   | NHL totalt             | NHL totalt   | 474 | 60  | 164 | 224 | 426 | 55 | 2  | 11 | 13  | 60 |
| AHL totalt   | AHL totalt             | AHL totalt   | 424 | 79  | 256 | 335 | 424 | 24 | 4  | 9  | 13  | 68 |
| Liiga totalt | Liiga totalt           | Liiga totalt | 39  | 1   | 5   | 6   | 106 | 2  | 0  | 1  | 1   | 2  |
| IHL totalt   | IHL totalt             | IHL totalt   | 281 | 62  | 190 | 252 | 287 | 41 | 10 | 23 | 33  | 52 |
| WHL totalt   | WHL totalt             | WHL totalt   | 310 | 147 | 326 | 473 | 478 | 66 | 29 | 71 | 100 | 84 |